# كيرك ستيفنز
كيرك ستيفنز (بالإنجليزية: Kirk Stephens)‏ (27 فبراير 1955 بكوفنتري في المملكة المتحدة - ) هو لاعب كرة قدم بريطاني في مركز الدفاع. لعب مع كوفنتري سيتي ونادي لوتون تاون ونونيتون بورو ‏.

## وصلات خارجية
- كيرك ستيفنز على موقع قاعدة بيانات كرة القدم.إي يو (الإنجليزية)